# Christian Pröpper
Heinrich Christian Pröpper (* 27. August 1810 in Rhoden; † 15. August 1894 ebenda) war ein deutscher Kaufmann und Politiker.
Pröpper war der Sohn des Schneidermeisters Johann Konrad Pröpper (1773–1817) und dessen Ehefrau Johannae, geborene Hartwig (1785–1853). Er heiratete am 12. April 1855 in Pyrmont Berta Lutter (1828–1913). Pröpper war Kaufmann in Rhoden, wo er auch 1855 bis 1892 Bürgermeister war.
Von 1855 bis 1859 war er Abgeordneter im Landtag des Fürstentums Waldeck-Pyrmont. Er wurde im Wahlkreis Kreis der Twiste gewählt.